# Steinthaleben
Steinthaleben este o comună din landul Turingia, Germania.